# Philodromus exilis
Philodromus exilis là một loài nhện trong họ Philodromidae.
Loài này thuộc chi Philodromus. Philodromus exilis được Richard C. Banks miêu tả năm 1892.